# Kanton Saint-Vallier (Drôme)
Saint-Vallier is een kanton van het Franse departement Drôme. Het kanton maakt deel uit van het arrondissement Valence.

## Gemeenten
Het kanton Saint-Vallier omvatte tot 2014 de volgende 18 gemeenten:
- Albon
- Andancette
- Anneyron
- Beausemblant
- Châteauneuf-de-Galaure
- Claveyson
- Fay-le-Clos
- Laveyron
- La Motte-de-Galaure
- Mureils
- Ponsas
- Ratières
- Saint-Avit
- Saint-Barthélemy-de-Vals
- Saint-Martin-d'Août
- Saint-Rambert-d'Albon
- Saint-Uze
- Saint-Vallier (hoofdplaats)

Na de herindeling van de kantons door het decreet van 20 februari 2014, met uitwerking op 22 maart 2015, werd het kanton beperkt tot 14 gemeenten. Op 1 januari 2022 werden de gemeenten :  La Motte-de-Galaure en Mureils samengevoegd tot de fusiegemeente (commune nouvelle) Saint-Jean-de-Galaure.
Sindsdien omvat het kanton volgende gemeenten:
- Albon
- Andancette
- Anneyron
- Beausemblant
- Claveyson
- Fay-le-Clos
- Laveyron
- Ponsas
- Saint-Barthélemy-de-Vals
- Saint-Jean-de-Galaure
- Saint-Rambert-d'Albon
- Saint-Uze
- Saint-Vallier